# ريعان (همدان)

تعديل مصدري - تعديل

ريعان هي إحدى قرى عزلة ربع همدان بمديرية همدان التابعة لمحافظة صنعاء، يبلغ تعداد سكانها 1593 نسمة حسب تعداد اليمن لعام 2004.